# Kousaten Days
«Kousaten Days» (交差点days?) es un sencillo de la cantante japonesa Haruka Ayase, lanzado al mercado el día 13 de septiembre del año 2006 bajo el sello Victor Entertainment.

## Detalles
Este, al igual que su primer sencillo como solista, fue producido por el integrante de My Little Lover Takeshi Kobayashi, y fue escrito por la cantante Hitoto Yo. El tema que acompaña al sencillo, "Nantonaku, Hare", fue escrito por Keiko Nagoshi y compuesto y arreglado por Hirotake Shimizu.
Al igual que con su trabajo debut, primeras ediciones de este sencillo incluyeron en el DVD un cortometraje donde Haruka forma parte, llamado "Kaki no Tane", producido por Yumiko Ito. Existen también dos ediciones del video musical de "Kousaten days", uno es el llamado "Kaki no Tane Edit" (la versión normal) y otro llamado "Pure Voice Edit", donde aparece Haruka con unos auriculares cantando el tema a cappella.

## Canciones

### CD
1. «Kousaten days» (交差点days?)
2. «Nantonaku, Hare» (なんとなく、晴れ?)
3. «Kousaten days» (交差点days?) (Instrumental)

### DVD
1. «Kousaten days» (交差点days?)

- Datos: Q5960597